# أفراسياب بادلبيلي
بادلبيلي أفراسياب بادلبي أغلو - (بالأذربيجانية: Bədəlbəyli Əfrasiyab Bədəlbəy oğlu) ملحن كلاسيكي أذربيجاني، عازف ليبريتو، قائد أركيسترا، فنان الشعب في جمهورية أذربيجان (1960).

## حياته
ولد أفراسياب بادلبيلي في 19 أبريل، عام 1907 في مدينة باكو. والده بدلبيلي بادلبي كان منور الشعب ووالدته رحيمى هانم هي كانت من جيل القاجارالشهير.
بدأ درسته في مدرسة التابعة المعهد التربوي العالي.
و بعد ذلك في معهد المسرح في باكو، في كلية دراسات شرقية لجامعة أذربيجان، في مدرسة الموسيقى التابعة لمعهد لينينغراد.
توفي أفراسياب بادلبيلي في 6 يناير، عام 1976 في مدينة باكو.

## إبداعه
هو مؤلف الباليه الأول في تاريخ الموسيقى الأذربيجاني «برج مايدن» - "Qız qalası" وكتبه في عام 1940.
كان أفراسياب بادلبيلي قائدا أركيسترا للأوبرا والباليه من الملحنين أذربيجان وروسيا وغرب أوروبا.
قام بتأليف الموسيقى للعديد من العروض الدرامية.
على سبيل المثال: «حاجي قارى» - في عام 1905، «فرحاد وشيرين».
قام بتأليف الموسيقى مسرحيات «ألماس» (عمل جعفر جبرلي) في عام 1931، «يشار» في عام 1905، لأعمال «خوف» (عمل أفيجينوف) في عام 1933، «حاجي قارى» (عمل ميرزا فتالي أخوندوف) في عام 1934، «موسيو جوردان» (عمل ميرزا فتالي أخوندوف) في عام 1935.
تم منح أفراسياب بادلبيلي فنان حائزعلى لقب الجدارة في عام 1940، وعلى لقب فنان الشعب في جمهورية أذربيجان في عام 1960.
- هو شقيق شمسي بدلبيلي
- عم فرحاد بدلبيلي

## وصلات خارجية
https://www.youtube.com/watch?v=hv-oZBa6CRE